# Великие Мошки
Великие Мошки (укр. Великі Мошки) — село на Украине, основано в 1544 году, находится в Овручском районе Житомирской области. Расположено на реке Ольшанка (Хвасенка).
Код КОАТУУ — 1824286502. Население по переписи 2001 года составляет 227 человек. Почтовый индекс — 11160. Телефонный код — 4148. Занимает площадь 1,187 км².

## Адрес местного совета
11160, Житомирская область, Овручский р-н, с.Раковщина